# اطلاعات کوانتومی
در فیزیک و علوم کامپیوتر، اطلاعات کوانتومی اطلاعاتی است که در حالت یک سیستم کوانتومی نگه داری می‌شود. اطلاعات کوانتومی موضوع بنیادین مطالعه در نظریه اطلاعات کوانتومی است و می‌تواند با استفاده از تکنیک‌های مهندسی ای که به عنوان پردازش اطلاعات کوانتومی شناخته می‌شود، دستکاری شود. اطلاعات کلاسیک می‌تواند توسط کامپیوترهای دیجیتال پردازش شود، از محلی به محل دیگر منتقل شود، به وسیلهٔ الگوریتم‌ها دستکاری شود، و با ریاضیات علوم کامپیوتر تجزیه و تحلیل شود، به همین صورت مفاهیم مشابهی دربارهٔ اطلاعات کوانتومی صادق است. در حالی که واحد پایه اطلاعات کلاسیک بیت است، در اطلاعات کوانتومی واحد پایه کیوبیت است.

## اطلاعات کوانتومی
بین اطلاعات کوانتومی و اطلاعات کلاسیکی، که تجلی آن دربیت است، تفاوت‌های ژرف، قابل توجه و ناآشنایی وجود دارد. از این میان می‌توان به این موارد اشاره کرد:
- یک واحد اطلاعات کوانتومی کیوبیت است. برخلاف حالت‌های کلاسیک دیجیتال (که گسسته‌اند)، یک کوبیت دارای حالت‌های پیوسته‌است، که با یک جهت در کره بلاخ توصیف می‌شوند. با وجود پیوستگی حالت‌ها، یک کیوبیت کوچکترین واحد ممکن اطلاعات کوانتومی است. زیرا علی‌رغم این پیوستگی، تعیین دقیق حالت یک کیوبیت، غیرممکن است.
- بنا بر قضیه عدم تلپورت، یک کوبیت نمی‌تواند (کاملاً) به بیت‌های کلاسیک تبدیل شود؛ به عبارت دیگر نمی‌توان آن را «خواند».
- علی‌رغم قضیه عدم تلپورت و نام نامناسب آن، کیوبیت‌ها می‌توانند از طریق تلپورت کوانتومی، از یک ذرهٔ فیزیکی به ذره ای دیگر منتقل شوند. به عبارت دیگر، آن‌ها می‌توانند مستقل از ذرات فیزیکی پس زمینه جابجا شوند.
- بنابر قضایای عدم شبیه‌سازی و عدم حذف، نمی‌توان یک کیوبیت دلخواه را کپی یا حذف کرد.
- بنا بر قضیه عدم انتشار، یک کیوبیت با وجود توانایی انتقال از جای به جای دیگر (مثلاً از طریق تلپورت کوانتومی)، نمی‌تواند همزمان به چند ذره منتقل شود. این قضیه نتیجهٔ قضیهٔ عدم شبیه‌سازی است.
- می‌توان با اعمال نگاشت خطی یا به وسیلهٔ دروازه‌های کوانتومی کیوبیت‌ها را تغییر داد تا حالت آنها عوض شود. در حالی که دروازه‌های کلاسیک متناظر اند با عملگرهای آشنای جبر بولی، دروازه‌های کوانتومی عملگرهای یگانهٔ فیزیکی ای هستند که در مورد کیوبیت‌ها با چرخش کره بلاخ متناظر اند.
- با توجه به ناپایداری سیستم‌های کوانتومی و عدم امکان کپی کردن حالت‌ها، ذخیره اطلاعات کوانتومی بسیار دشوارتر از ذخیره اطلاعات کلاسیک است. با این وجود، در تئوری، با کمک اصلاح خطای کوانتومی می‌توان اطلاعات کوانتومی را به‌طور قابل اعتمادی ذخیره کرد. وجود کدهای تصحیح خطای کوانتومی همچنین محاسبه کوانتومی خطا پذیر را ممکن ساخته‌است.
- با استفاده از دروازه‌های کوانتومی می‌توان بیت‌های کلاسیک را در کیوبیت‌ها ذخیره کرد و سپس از آنها خواند. بنابر قضیه هلوو، یک کیوبیت به تنهایی، توانایی حمل تنها یک بیت از اطلاعات کلاسیک موجود دربارهٔ آماده‌سازی اش را دارد. با این حال، در کدنویسی ابرفشرده فرستنده می توند با عمل بر روی یکی از دو کوبیت در هم تنیده، می‌تواند دو بیت از اطلاعات قابل دسترسی از حالت مشترک آنها را به یک گیرنده انتقال دهد.
- اطلاعات کوانتومی را می‌توان از طریق کانال کوانتومی انتقال داد، این مفهوم متناظر است با مفهوم کانال مخابراتی کلاسیک. پیامهای کوانتومی دارای اندازه محدودی هستند که با واحد کیوبیت اندازه‌گیری می‌شوند. کانال‌های کوانتومی نیز دارای ظرفیت کانال محدودی هستند که با واحد کوبیت در ثانیه اندازه‌گیری می‌شوند.
- اطلاعات کوانتومی و تغییرات اطلاعات کوانتومی را می‌توان به‌طور کمی با استفاده از یک نظیر آنتروپی شانون، به نام آنتروپی فون نویمان، اندازه‌گیری کرد. با داشتن یک آنسامبل آماری از سیستم‌های مکانیکی کوانتومی با ماتریس چگالی {\displaystyle \rho }، این آنتروپی از رابطهٔ {\displaystyle S(\rho )=-Tr(\rho \ln \rho )} به دست می‌آید. میتوان بسیاری از روش‌های آنتروپی مشابه در نظریه اطلاعات کلاسیک را به مورد کوانتومی، مانند آنتروپی هولونو[۱] و آنتروپی کوانتومی مشروط، تعمیم داد.
- در برخی موارد الگوریتم‌های کوانتومی می‌توانند برای انجام محاسبات سریع تر از هر الگوریتم کلاسیک شناخته شده مورد استفاده قرار گیرند. معروف‌ترین نمونه از این الگوریتم‌ها الگوریتم شر است که می‌تواند در زمان چندجمله ای عوامل اول اعداد را بیابد. این زمان را مقایسه کنید با بهترین الگوریتم‌های کلاسیک که زمانی فرو نمایی دارند. همان‌طور که یافتن عوامل اول بخش مهمی از ایمنی رمزگذاری RSA است، الگوریتم شر موجب ایجاد زمینه جدید رمزنگاری پسا کوانتومی شد که تلاش می‌کند طرح‌های رمزنگاری ای بیابد که حتی در مقابل کامپیوترهای کوانتومی امنیت خود را حفظ کنند. مثالی دیگر از الگوریتم‌هایی که برتری کوانتومی را نشان می‌دهند الگوریتم جستجو گرور است، که در آن الگوریتم کوانتومی نسبت به بهترین الگوریتم کلاسیک ممکن بهبود سرعتی از مرتبهٔ دوم دارد. کلاس پیچیدگی مسائلی که به‌طور بهینه توسط کامپیوتر کوانتومی قابل حل قابل حل است به BQP معروف است.
- توزیع کلید کوانتومی (QKD)، امکان انتقال بدون قید و شرط اطلاعات کلاسیک امن را فراهم می‌کند، برحلاف رمزگذاری کلاسیک که همواره در تئوری، اگر نه در عمل، قابل رمزگشایی است. توجه داشته باشید که برخی از نکات ظریف در رابطه با ایمنی QKD همچنان به شدت مورد بحث است.

مطالعه کلیه موضوعات و تفاوت‌های فوق نظریه اطلاعات کوانتومی را تشکیل می‌دهد.

## ارتباط با مکانیک کوانتومی
موضوع مطالعهٔ مکانیک کوانتومی تغییرات دینامیکی سیستم‌های فیزیکی میکروسکوپی است. در حوزه نظریه اطلاعات کوانتومی، سیستم‌های کوانتومی مورد بررسی از همتای دنیای واقعی منتزع شده‌اند. یک کوبیت ممکن است در عمل یک فوتون در یک کامپیوتر کوانتومی نوری خطی، یک یون در یک کامپیوتر کوانتومی یون به دام افتاده، مجموعه ای بزرگ از اتم‌ها مانند یک کامپیوتر کوانتومی ابررسانا باشد. صرف نظر از پیاده‌سازی فیزیکی، محدودیت‌ها و ویژگی‌های کوبیت‌ها، که نتیجه نظریه اطلاعات کوانتومی است، در همهٔ این سیستم‌ها صادق است. زیرا توصیف ریاضی همهٔ این سیستم‌ها بر مبنای ماتریس‌های چگالی بر روی اعداد مختلط است. تفاوت مهم دیگر بین تئوری اطلاعات کوانتومی و مکانیک کوانتومی آن است که، در حالی که مکانیک کوانتومی اغلب به مطالعه سیستم‌های بی‌نهایت بعدی مانند یک نوسانگر هماهنگ می‌پردازد، تئوری اطلاعات کوانتومی در در جه اول به سیستم‌های با بعد محدود می‌پردازد.

## نشریات
نشریات بسیاری تحقیقات در زمینهٔ علوم اطلاعات کوانتومی منتشر می‌کنند، اگرچه تنها تعداد کمی به این موضوع اختصاص یافته‌اند. در این میان اینها هستند:
- International Journal of Quantum Information
- Quantum Information & Computation
- Quantum Information Processing
- npj Quantum Information[۲]
- Quantum[۳]
- Quantum Science and Technology[۴]